# U-1105
U-1105 – niemiecki okręt podwodny (U-Boot) typu VII C/41 z okresu II wojny światowej. Okręt wszedł do służby w 1944 roku. Jedynym dowódcą był Oblt. Hans-Joachim Schwarz.

## Historia
Wcielony do 8. Flotylli celem szkolenia i zgrania załogi, m.in. na wodach Zatoki Gdańskiej. Od lutego 1945 roku w 5. Flotylli jako jednostka bojowa.
U-1105 był jednym z niewielu U-Bootów wyposażonych w powłokę Alberich. Warstwa perforowanej gumy syntetycznej pokrywająca cały jego kadłub miała za zadanie utrudnić wykrycie przez sonary alianckich okrętów oraz wygłuszać dźwięki wydobywające się z wnętrza jednostki. W związku z tym okręt nieoficjalnie nazywano „Czarną Panterą”, co znalazło odzwierciedlenie w herbie umieszczonym na jego kiosku – przedstawiał on drapieżnika rozciągniętego na kuli ziemskiej.
U-1105 odbył tylko jeden patrol bojowy. 12 kwietnia 1945 roku wypłynął z bazy w Marviken (Norwegia) celem zwalczania żeglugi przeciwnika wokół Wysp Brytyjskich. 27 kwietnia u zachodnich wybrzeży Irlandii U-Boot wystrzelił dwie torpedy akustyczne Gnat w kierunku fregat: HMS „Byron”, „Fitzroy” i „Redmill”. W wyniku ataku ciężko uszkodzona została ostatnia z nich; torpedy doszczętnie zniszczyły rufę. Bezskuteczny kontratak alianckich okrętów i samolotów trwał 31 godzin.
4 maja U-1105 otrzymał rozkaz przerwania działań wojennych, a cztery dni później – wraz z wiadomością o bezwarunkowej kapitulacji Niemiec – polecenie poddania się Aliantom. U-Boot poddał się na morzu w dniu 10 maja 1945 roku. Pod eskortą dotarł do Loch Eriboll (Szkocja); później przebazowano go do Lisahally (Irlandia Północna). Jednostka uniknęła zatopienia podczas operacji Deadlight, mającej na celu zniszczenie pozostałości niemieckiej floty podwodnej, prawdopodobnie ze względu na zainteresowanie, jakie wzbudzała powłoka Alberich. Okręt wcielono do Royal Navy pod oznaczeniem N 16, później jednak przekazano go US Navy jako zdobycz wojenną. Na przełomie 1945 i 1946 roku przepłynął Atlantyk, docierając do bazy morskiej w Portsmouth, w stanie New Hampshire.
Po zakończeniu badań powłoki jednostkę zatopiono u wybrzeży stanu Maryland w ramach testów materiałów wybuchowych (18 listopada 1948). Latem 1949 roku U-1105 został jednak podniesiony z dna w ramach ćwiczeń ratowniczych i przeholowany do ujścia rzeki Potomak. Zatopiony ostatecznie 19 września 1949 roku koło latarni Piney Point na wodach Potomaku podczas prób nowego typu bomb głębinowych.

### Wrak U-1105
Ponieważ popełniono błąd przy określeniu dokładnej pozycji zatopienia U-Boota, odszedł on w zapomnienie. W czerwcu 1985 roku wrak odnalazła jednak grupa nurków. W listopadzie 1994 roku stan Maryland objął go ochroną prawną; w 2001 roku umieszczono go na narodowym rejestrze obiektów historycznych (National Register of Historic Places). Wrak jest dobrze zachowany, choć jest zagrzebany i wypełniony osadami dennymi. Dozwolone jest nurkowanie.